# Оресфей
Оресфе́й (др.-греч. Ὀρεσθεύς) — персонаж древнегреческой мифологии. Сын Девкалиона и Пирры, отец Фития. Царствовал в стране локров. Его собака родила кусок дерева, он закопал его, и из него вырос виноград. От побегов (озой) дерева людей назвали озольскими.
Либо царь Этолии, отец Порфея (согласно Гекатею).